# Überspannungsableiter

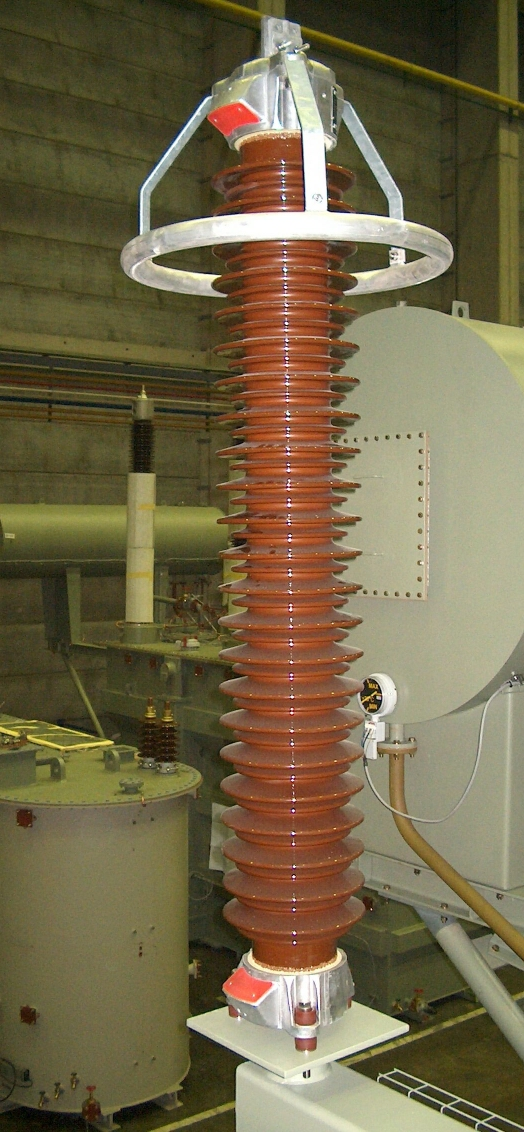
Überspannungsableiter für den Einsatz an Freileitungen

Schaltung eines Kathodenfallableiters mit Varistoren

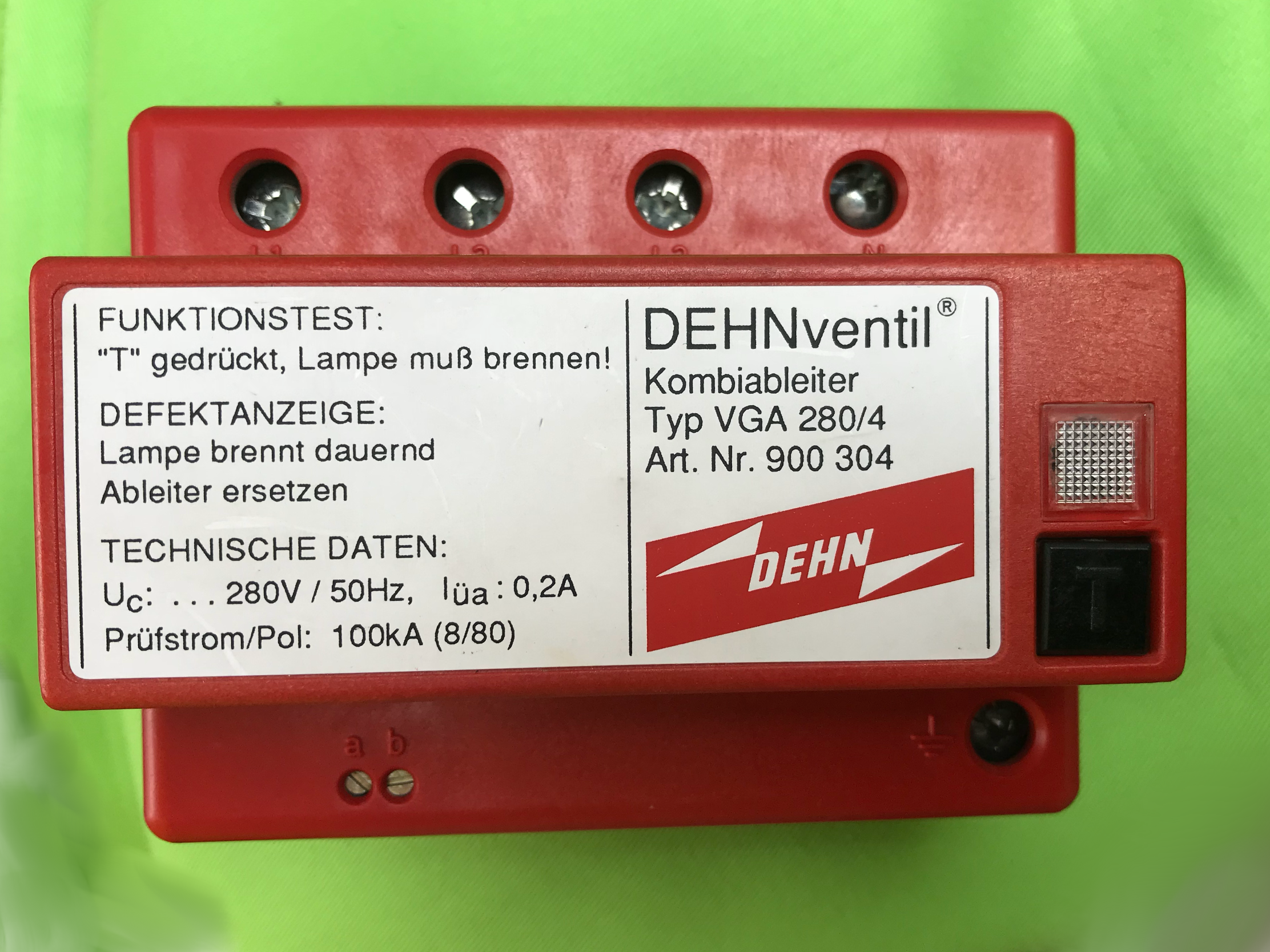
Überspannungsableiter für Tragschienenmontage

Ein Überspannungsableiter (ÜSA, englisch: surge protection device, SPD) ist ein Gerät oder Bauteil zum Begrenzen gefährlicher Überspannungen in elektrischen Leitungen und Geräten. Zum effizienten Überspannungsschutz gehört eine dem Zweck angepasste Kombination unterschiedlicher Überspannungsableiter.

## Allgemeines
Überspannungen können entstehen durch
- direkte oder nahegelegene Blitzeinschläge
- von der Sonne verursachte Magnetstürme
- einen elektromagnetischen Puls (EMP)
- elektrostatische Entladungen (ESD)
- Schaltvorgänge im Stromnetz und in Geräten

und haben teilweise erhebliche Momentanleistungen.

## Geschichte
Anton Kathrein entwickelte 1919 einen Masttrennschalter mit eingebauter Sicherung, der Niederspannungsnetze mit einem Überspannungsschutz vor Ausfällen durch Blitzschlag schützte. Er machte sich damit in Rosenheim selbständig und entwickelte in der Folge insbesondere auch Überspannungsschutzgeräte für Antennen.

## Einrichtungen
Als Überspannungsableiter werden verwendet:
1. Funkenstrecken (bei Isolatoren von Freileitungen und Isolatoren selbststrahlender Sendemasten): sie sind bei entsprechender Geometrie (Hornableiter) teilweise selbstverlöschend.
2. Gasgefüllte Überspannungsableiter, die Gasableiter. Sie werden als Feinschutz und für hohe Energien verwendet. Sie sind nicht selbstverlöschend und lösen die vorgeschaltete Sicherung aus. Mit Gasableitern schützt man Signal- und teilweise auch Netzleitungen, wenn sehr hohe Energien abzuleiten sind.
3. Varistoren begrenzen lediglich die Spannung und sind nach Abklingen des Überspannungsimpulses wieder stromlos. Im Bild rechts befindet sich im Isolatorrohr ein Stapel aus Varistor-Scheiben, die z. B. bei einem Blitzeinschlag in die angeschlossene Freileitung leitend werden. Varistoren schützen den Netzspannungseingang von Geräten oder gefährdete Stellen der Stromnetze (beispielsweise Gebäude-Blitzschutz, Ein- und Ausgänge von Großtransformatoren und Bahnstrom-Unterwerken).
4. Suppressordioden (engl. TVS-Dioden) verhalten sich ähnlich wie eine Zenerdiode und sind nach Ende des Impulses ebenfalls stromlos. Mit Suppressordioden werden insbesondere die Signaleingänge von elektrischen Geräten bei kleinen Spannungen geschützt. Sie vertragen nur geringe Energien, bieten jedoch einen eng tolerierten Schutzpegel.

Die Kombination von Gasableitern und in Reihe geschalteter Varistoren verbindet die Vorteile der beiden Technologien miteinander: beste Schutzpegel, erhöhte TOV-Festigkeit (Temporary Overvoltage), keine (Netz-)Folge-, Betriebs- und Leckströme (dadurch keine Alterung) sowie eine vereinfachte Entkopplung der Ableiter.

## Schutz von Freileitungen

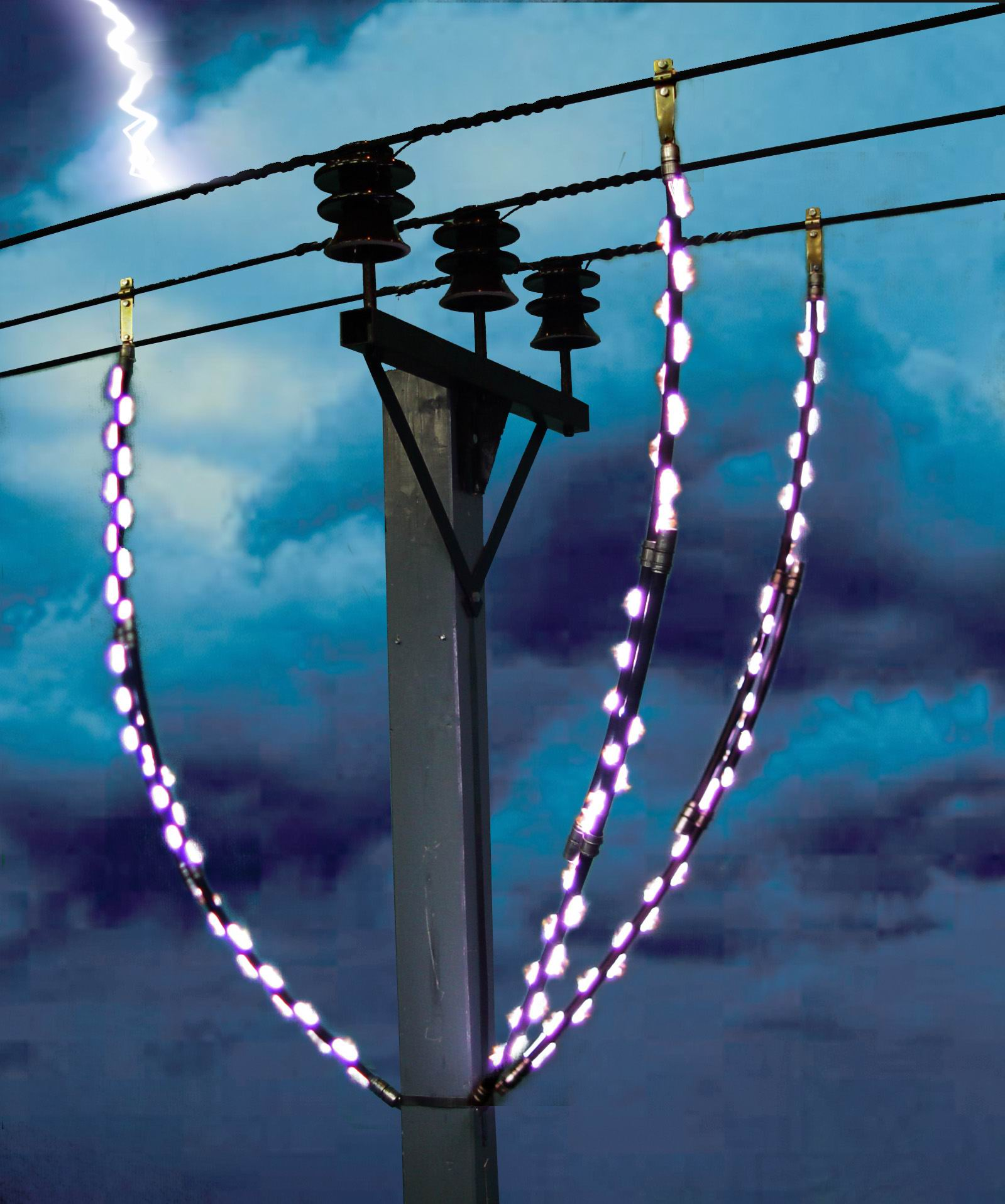
Überspannungsableitung an einer Mittelspannungsleitung während eines Gewitters

Heutzutage sind Varistoren der Standard zum Blitzschutz von Transformatoren, die an Freileitungen angeschlossen sind. Dabei werden Stapel aus Zinkoxid-Varistor-Scheiben entsprechend der Nennspannung in einem Stützisolator untergebracht.
Vor der Entwicklung ausreichend guten Varistormaterials (geringer Strom bei Nennspannung, hohe Lebensdauer) verwendete man zum Schutz von Freileitungen vor den Folgen eines Blitzeinschlages:
KathodenfallableiterSie vereinen in Reihenschaltung eine Funkenstrecke und Varistoren. Die Reihenschaltung von mehreren Varistoren sind auf die zu schützende Nennspannung bemessen und begrenzen nach dem Überspannungsereignis den Netzfolgestrom über die Funkenstrecke so weit, dass diese aufgrund des Kathodenfalls selbsttätig verlöscht. Im Normalbetrieb sind die Varistoren aufgrund der trennenden Funkenstrecke stromlos.
LöschrohrableiterEin nicht mehr üblicher Überspannungsableiter: er löscht die in ihm bei Überspannung zündende Entladung, indem der Lichtbogen aus dem Rohrmaterial Gase freisetzt, die den Bogen aus dem Rohr herausblasen und ihn so löschen. Aufgrund des Feuerstrahls war er nur im Freien verwendbar.
FunkenstreckenFreileitungs-Isolatoren schützt man mit Funkenstrecken vor der direkten Einwirkung von durch Blitzschlag induzierten Lichtbögen. Sie halten den Lichtbogen entfernt vom Isolierstoff und tragen durch ihre Formgebung oft zum Verlöschen des Lichtbogens bei (Hornableiter). Verlöscht der Lichtbogen nicht, so wird der Netzabschnitt mittels Kurzunterbrechung ab- und nach kurzer Zeit wieder automatisch eingeschaltet.

## Schutz von Kleingeräten

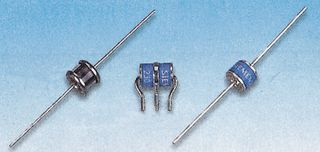
Gasgefüllte Überspannungsableiter

Die Netzzuleitung von Elektro-Kleingeräten, Verteilerkabeln oder Leuchten wird nur selten mit Gasgefüllten Überspannungsableitern geschützt.
Wird ihre Zündspannung überschritten, so fällt die anliegende Spannung innerhalb von Mikrosekunden auf Werte von etwa 20 Volt, wobei Stromspitzen bis zu mehreren 10 Kiloampere abgeleitet werden können. Sie werden für Nennspannungen etwa bis 600 V gefertigt. Da sie nicht selbstverlöschend sind, lösen sie die vorgeschaltete Sicherung aus.
Wegen dieses Nachteiles sind Kombinationen mit Varistoren oder ausschließlich Varistoren gebräuchlicher. Varistoren werden hierzu als bedrahtete Scheiben gefertigt, die eingelötet werden. Varistoren haben zwar eine geringere Ansprechzeit als Gasableiter, jedoch einen höheren Schutzpegel. Varistoren können auch nur niedrigere Ströme ableiten.

## Schutz von Signalleitungen
Zum Blitzschutz von Antennenzuleitungen werden z. B. kombinierte Funkenstrecken (Außenleiter des Koaxialkabels) und Gasableiter (Innenleiter) eingesetzt. Gasableiter sind hier wegen ihrer geringen Kapazität von nur etwa 2 pF geeignet, Suppressordioden oder Varistoren dagegen nicht.
Signalleitungen im Bereich des Fernsprechnetzes sind mit Varistoren oder Gasableitern geschützt.
Signalleitungen, die auf Leiterplatten von anderen Geräten her ankommen, sind oft nur geringen Überspannungsenergien ausgesetzt; hier verwendet man Varistoren und/oder Suppressordioden. Beide Bauelemente haben Ansprechzeiten im Nanosekunden-Bereich.
Suppressordioden werden auch bipolar gefertigt, wozu man zwei Dioden in einem gemeinsamen Gehäuse gegeneinander in Serie schaltet, um Wechselspannungssignale schützen zu können. Solche Suppressordioden haben eine etwas höhere Ansprechzeit.
Varistoren sind radial bedrahtet oder als SMD-Bauteil verfügbar. Es werden Nennspannungen ab etwa 15 V angeboten. Suppressordioden sind axial bedrahtet oder als SMD ausgeführt. Sie sind für Spannungen von 5 bis wenige 100 V verfügbar.
Beide Bauteiltypen sind je nach Ableitenergie mehr oder weniger kapazitätsbehaftet und können nicht oder nur eingeschränkt für Hochfrequenz bzw. hohe Datenraten eingesetzt werden. Suppressordioden haben geringere Schutzpegel, vertragen jedoch nur geringe Ableitenergien und -ströme.

## Vorschriften
Seit Oktober 2016 bestehen neue DIN-Vorschriften. Nach DIN VDE 0100-443 „Errichten von Niederspannungsschaltanlagen – Schutz bei transienten Überspannungen infolge atmosphärischer Einflüsse oder von Schaltvorgängen sind Überspannungs-Schutzeinrichtungen“ verbindlich zu installieren, wenn
- Auswirkungen auf Menschenleben bestehen
- bei Personenansammlungen in öffentlichen Einrichtungen und Kulturbesitz
- bei Gewerbe- und Industrieaktivitäten
- wenn in Gebäuden mit Betriebsmitteln der Überspannungskategorie I oder II Einzelpersonen betroffen sein könnten, zum Beispiel in Wohngebäuden oder kleinen Büros.[3]

Die Anforderungen an die Errichtung von Überspannungs-Schutzeinrichtungen sind in der VDE 0100-534 „Auswahl und Errichtung elektrischer Betriebsmittel – Überspannungs-Schutzeinrichtungen (SPDs)“ enthalten.